# (100180) 1994 AR9
(100180) 1994 AR9 es un asteroide perteneciente al cinturón de asteroides, descubierto el 8 de enero de 1994 por el equipo del Spacewatch desde el Observatorio Nacional de Kitt Peak, Arizona, Estados Unidos.